# ريتشاو
ريتشاو (بالصينية: 日照市 )‏ هي مدينة على مستوى محافظة، في جمهورية الصين الشعبية، تتبع شاندونغ، تبلغ مساحتها 5,310 كيلومتر مربع، رمزها البريدي هو 276800.

## مدن توأم
المدن التوأم:
- شونهبك
- ألهامبرا، لوس أنجليس، كاليفورنيا
- ريدجو إميليا.

## التقسيمات الإدارية
- Donggang, Rizhao [الإنجليزية]‏
- Lanshan, Rizhao [الإنجليزية]‏
- Wulian County [الإنجليزية]‏
- Ju County [الإنجليزية]‏.

## أعلام
- سو وي